# Микульчицкое городище
Археопарк Микульчице находится в центре участка Валы или На Валех, что к востоку от Микульчице и в непосредственной близости от реки Моравы, которая образует границу между Чешской Республикой и Словакией. Акрополь был окружён валом, облицованным камнем, к которому можно было добраться по деревянному мосту от форбурга. Валы Акрополя окружали территорию около 6 гектаров. Вокруг участка есть и другие поселения, находящиеся вне городских стен. Раскопки начались в 1955 году и продолжаются почти непрерывно до настоящего времени. Археопарк является филиалом музея Масарика в Годонине, а также здесь расположен археологический исследовательский институт Чешской академии наук в Брно. В настоящее время Микульчице рассматривается ЮНЕСКО как объект Всемирного наследия.
Основание поселения относится, возможно, к VIII веку нашей эры и оно существовало до упадка Великой Моравской державы в начале X века. Археологи выделяют раннесредневековый археологический горизонт металлоконструкций Блатница-Микульчице (VIII—IX века). Название горизонта происходит от археологических памятников в Блатнице (Турьец, Словакия) и Микульчице (Чехия). Наиболее характерными находками горизонта Блатница-Микульчице являются мечи с изысканными украшениями из могил мужчин-воинов. Ян Декан пишет, что это показывает, как моравские мастера выбирают «элементы орнаментального содержания каролингского искусства, которые соответствуют их эстетическим потребностям и традициям». По словам Ф. Курта, мечи и другие предметы горизонта Блатница-Микульчице демонстрируют «переход от тактики конного боя, типичной для кочевой войны, к тяжёлой кавалерийской технике», а также развитие местной элиты в регионах к северу от реки Дунай и Великой Венгерской равнины в начале IX века. На «некоторых поясных бляхах и наконечниках из Микульчиц, Поганьско (близ Бржецлава), Старого Места, Желенок и, особенно, на типичных великоморавских украшениях — гомбиках», имеются такие же орнаментальные мотивы как на серебряных оковках турьих рогов из Чёрной могилы в Чернигове и оковках рукояти меча из дружинной могилы близ Золотых ворот в Киеве. И древнерусские, и моравско-чешские группы находок этого стиля возникли на основе одинакового причерноморского и иранского происхождения, которое нашло отражение в орнаментации золотых сосудов из Надьсентмиклошского клада. Найденные в Микульчицком городище один фрагментированный и два целых (длиной 8,33 и 9,8 м) узких челна (обтекаемые раннесредневековые однодеревки) похожи на долблёный чёлн, найденный в могильнике у села Хотяновка (Киевская область) у правого берега Десны. По характеру и деталям погребальной обрядности ориентированные на запад древнейшие трупоположения в Киеве и на Среднем Поднепровье имеют прямые аналогии в раннехристианских памятниках на территории Великой Моравии в Микульчице, Скалице, Старом месте, Поганьско, Стара-Коуржим, Колине и Желенках. Борживой Достал и С. С. Ширинский, отмечая сходство инвентаря, писали о полной идентичности дружинных могил Киева и Чернигова погребениям в Великой Моравии.

## История раскопок и исследований
Раскопки начались в 1954 году, когда Йозеф Поулик обнаружил вторую церковь на изгибе вала недалеко от западного входа в акрополь. Церковь была окружена кладбищем с примерно 200 могилами, в том числе тремя захоронениями с мечами (№№ 90, 265 и 280) и богатым инвентарём в других захоронениях, включая шпоры, пуговицы и серьги, а также искусно украшенные ремни. Раскопки прилегающих валов показали, что они строились в два этапа. На востоке было найдено ещё одно каменное здание, которое первоначально считалось церковью, но сейчас эта версия отклонена. В 2011 году был открыт новый выставочный павильон, вмещающий в себя фундамент церкви 2.

### Третья церковь-базилика
В 1957 году раскопки перенесены в 3-ю церковь — базилику. Эта церковь с двумя нефами, с восточной апсидой и западным атриумом и притвором, безусловно, является самой большой церковью, найденной в Микульчице. Возможно, храм служил собором. Его окружало кладбище с примерно 550 захоронениями, некоторые из которых были очень богатыми и включали пять захоронений с мечами (№№ 341, 375, 425, 438, 500 и 580). Захоронение №580 было особенно богатым захоронением, помещённым в нефе церкви, и, вероятно, принадлежало члену правящей элиты. В нём были меч, топор, кинжал с украшенной рукоятью, ведро, поясная арматура и золотая пуговица. Тело поместили в гроб из кованых железных пластин.

### Здание дворца
В 1958 году раскопки переместились в здание дворца, к западу от церкви 3. Дворец был построен из камня, но камень был впоследствии снят, хотя прямоугольный периметр остался нетронут грабителями. Здание было 26 м в длину и 10 м в ширину, с каминным залом в западном конце и небольшой комнатой в восточном. В этом районе были обнаружены некоторые богатые захоронения, и имелись многочисленные свидетельства обработки металлов, включая ювелирное дело. Существовали некоторые свидетельства поселения, предшествовавшего Великой Моравской империи, в том числе клад глиняных фигурок животных. Было обнаружено несколько железных стилосов-писа́ла для письма на восковых табличках, что позволяет предположить, что здание использовалось в административных целях.

### 4-я и 11-я церкви
Также в 1958 году были раскопаны 4-я церковь, которая была почти прямоугольной с апсидой. Вокруг было около 100 захоронений. Убранство могил было более скудным, что, возможно, было связано с христианизацией. На этом кладбище было больше женских захоронений, чем мужских. Рядом с этой церковью находилась в значительной степени разрушенная 11-я церковь, связанная с гораздо более богатым кладбищем. Сюда входило захоронение (№ 821) шестилетнего ребенка с литой бронзовой головкой аварской лошади, глиняными сосудами, ведром и колоколом.

### 5-я церковь и деревянный зал
В 1959 году последовали раскопки 5-й церкви вместе с деревянным зданием зала с плетёными и мазанными филёнками. Пятая церковь имела прямоугольный неф с почти прямоугольным алтарём. Рядом с церковью, рядом с проезжей частью, ведущей к воротам в валу, находился металлообрабатывающая мастерская, производившая высококачественные товары.

### 6-я церковь и речные отложения
В 1960 году раскопки переместились в поселение за валом, к которому через русло реки ведёт деревянный мост. Были обнаружены обширные остатки древесины, включая лодку, выдолбленную из единого ствола дерева. Также была обнаружена круглая каменная церковь-ротонда с двумя полукруглыми апсидами. Также в 1961 году была раскопана 8-я церковь, имевшая прямоугольный неф и алтарь. Могилы окружающего кладбища были относительно плохо обставлены, но в нефе церкви были обнаружены большие запасы изделий из железа, в том числе топоры, серпы сошников и железные слитки. Также был раскопан мост, ведущий к форбургу и окружающему валу. Находки со дна реки включали ещё одну долблёнку, лук для стрельбы, который был сделан из тиса ягодного, плетёные рыбные ловушки, ковши, ложки, вёдра и чаны.

### Остров Костелиско и находки времён до Великой Моравии во внешнем замке
В 1962 году было раскопано поселение за стеной на бывшем острове Костелиско. Церковь представляла собой круглое строение с четырьмя апсидами или нишами, расположенными в толщине стен ротонды. Церковь сохранилась до XV века, когда она была укреплена во время гуситских войн. На связанном с церковью кладбище было около 80 захоронений Великоморавского периода, а также раннесредневековые захоронения. Моравские захоронения были очень богаты и содержали ряд погребений воинов с железными топорами и шпорами. В 1963–1964 годах раскопки перешли к исследованию внутренней части форбурга, а также церкви № 10, которая находилась за валом и на другой стороне бывшей реки. В форбурге находилось множество деревянных жилищ, в полах некоторых из которых были вырезаны богатые могилы. Ниже этого уровня в скальной породе был слой пепла с аварскими литыми металлическими изделиями, что свидетельствует о поселении VIII века, предшествовавшем Великой Моравской империи.

### Второй и третий этапы программы раскопок
С 1964 по 1974 год на втором этапе раскопок были исследованы внешние берега и старичные озёра с сохранившимися деревянными конструкциями и мостами. За этим последовала третья фаза с 1975 по 1990 год, которая была сосредоточена на раскопках в пределах валов акрополя, которые завершили предыдущую работу. Также между 1984 и 1990 годами было раскопано Костелиское кладбище к западу от 9-й церкви. В нём было около 415 могил с богатым содержимым.
В 1990 году ежегодные раскопки были приостановлены. В 1993 году была начата серия ограниченных раскопок, в основном для подтверждения стратиграфии основных памятников. Также Научно-исследовательский институт Чешской академии наук начал спасательные раскопки в окрестностях Микульчице. К ним относится Панское кладбище, раскопанное в 1999–2000 годах, когда была расширена железная дорога на Пршеров. На этом кладбище обнаружено 128 захоронений IX — XI веков.

### Каменные церкви
Камень, который использовался для строительства церкви, должен был быть добыт в Белых Карпатах и доставлен на расстояние около 8 километров. Церкви были оформлены снаружи и оштукатурены внутри. Есть свидетельства того, что настенная роспись, по всей видимости, была в основном геометрической в 4-й и 6-й церквях. Отсутствие доказательств наличия кровельных материалов позволяет предположить, что крыши были покрыты колотой деревянной черепицей или кровельной черепицей.
Церкви, обнаруженные в Микульчице, принадлежат к общей традиции дороманской церковной архитектуры, но дизайн и планировку можно рассматривать как заимствованные из разных регионов Европы; от византийской архитектуры, итальянской архитектуры, германской, англосаксонской и кельтской на Британских островах. Такое смешение стилей неудивительно. Первоначально в VIII веке епископ Пассау был призван выполнять христианскую миссию в районе к северу от Дуная. В этом ему помогали гиберно-шотландские монахи. Первый моравский правитель, известный по имени, Моймир I был крещён в 831 году Регинаром, епископом Пассау. Моймир был свергнут Ростиславом в 846 году; поскольку Моймир был в союзе с немцами и католической церковью, Ростислав попросил поддержки у Византийской империи и присоединился к Восточной православной церкви. За этим последовала миссия Кирилла и Мефодия в 863 году, и до конца века шла борьба за власть над христианизацией Моравии. Это ярко отражено в церковной архитектуре в Микульчице.

### Кладбища и инвентарь
На сегодняшний день в Микульчице найдено более 2500 погребений, в основном на кладбищах великоморавского периода. Самыми большими и богатыми из этих кладбищ были кладбища, связанные с базиликой (№ 3) и Костелиско. Детальное изучение хронологии и типологии погребального инвентаря ещё не завершено.
Типичными для великоморавской обработки металлов являются полые шаровидные металлические пуговицы или гомбики, которые использовались, часто парами, для удерживания плаща или одежды на шее. Они встречаются как в мужских, так и в женских захоронениях и почти наверняка были сделаны в местных мастерских.

## Пожар 2007 года
В 2007 году хранилище музея в Микульчицах было уничтожено во время случайного пожара. Мечи подверглись нагреву выше 200°С, на поверхности предметов возник слой оксида железа (гематит), золы, были уничтожены реконструированные части
клинков, ликвидированы структуры закалки и отпуска первоначально термообработанных частей, утрачены детали из органических материалов (ткани и дерева) и фрагментированы некоторые предметы вооружения.

## Места, похожие на Микульчице в Моравии
Археопарк Модра или Сканзен — это реконструкция деревни Великой Моравской империи, построенная по образцам зданий, раскопанных на соседних участках в долине Моравы. Значительное внимание было уделено использованию оригинальных строительных технологий при реконструкции. Археопарк находится к югу от деревни Модра и сразу к югу от фундамента Великоморавской церкви, которую обнаружили Ян Невержил (1911 г.) и В. Грубый (1935–1936 гг.). Церковь была окружена 37 захоронениями, которые исследовал Цибулька в 1958 году. Копия каменной церкви была построена рядом с первоначальным фундаментом в 1998–2000 годах. Это место находится очень близко к Велеградскому монастырю, который ассоциируется со Святыми Кириллом и Мефодием, к западу от Угерске-Градиште и Старе-Место.
Археопарк частично окружён валом, обрамлённым деревянными коробками, а вход в парк осуществляется через ворота с деревянным каркасом. Внутри ограды — реконструкции дворца (предположительно, по образцу Мичульчице), домов и затонувших зданий с перекрытиями, использовавшихся как мастерские. На территории есть стойла для животных.